# دونا أدامك
دونا أدامك (بالإنجليزية: Donna Adamek)‏ هي لاعبة البولنغ ‏ أمريكية، ولدت في 1 فبراير 1957.